# Campionati mondiali master di orientamento 2001
Manifestazione svolta dal 1° al 5 luglio 2001 in  Lituania a Nida.

## Categorie maschili
| Categoria | oro              | argento           | bronzo           |
| --------- | ---------------- | ----------------- | ---------------- |
| M35       | Vidas Armalis    | Vytautas Gipas    | Anders Jönsson   |
| M40       | Roald v Schoultz | Ulu Aeschlimann   | Jim Russell      |
| M45       | Sigurd Dæhli     | Antanas Pausas    | Morten Dalby     |
| M50       | Dieter Wolf      | Ivan Chorokhov    | Tapio Peippo     |
| M55       | Risto Orpana     | Hans-Ove Eriksson | Vladimir Vasilev |
| M60       | Stanislav Franko | Veijo Tahvanainen | Markku Salo      |
| M65       | Alpo Nisula      | Jaroslav Krtensky | Arvo Mikkonen    |
| M70       | Sture Josefsson  | Mauri Rantala     | Palle Bay        |
| M75       | Arvo Majoinen    | Tor Korsman       | Harry Ahlqvist   |
| M80       | Erik Sillerström | Valter Hirvonen   | Eero Tuuteri     |
| M85       | Erkki Luntamo    | Esko Elmio        | Otto Schaffner   |

## Categorie femminili
| Categoria | oro                | argento            | bronzo               |
| --------- | ------------------ | ------------------ | -------------------- |
| W35       | Vilma Rudzenskaite | Danute Månsson     | Sari Salo            |
| W40       | Ada Kucharova      | Danute Vilkeliene  | Jannike Wåhlberg     |
| W45       | Alida Abola        | Lidia Chorokhova   | Britt-Marie Svensson |
| W50       | Irina Ivanova      | Liisa Veijalainen  | Kati Peltola         |
| W55       | Hillevi Syväterä   | Katharina Mo Berge | Helena Mannervesi    |
| W60       | Birgitta Olsson    | Asta Sjöberg       | Ilze Bruce           |
| W65       | Ingrid Roll        | Kerstin Granstedt  | Eila Rintanen        |
| W70       | Maj Boudrie        | Inga-Lisa Hedström | Signe Nyman          |
| W75       | Lena Nordahl       | Elvy Fredin        | Annie Fulton         |
| W80       | Gertrud Andersson  | Luise Finke        |                      |
| W85       | Leida Sevruk       |                    |                      |

## Medagliere
|    | Stato      | oro | argento | bronzo | Totale |
| -- | ---------- | --- | ------- | ------ | ------ |
| 1  | Svezia     | 6   | 7       | 6      | 19     |
| 2  | Finlandia  | 6   | 6       | 8      | 20     |
| 3  | Lituania   | 2   | 2       | -      | 4      |
| 4  | Norvegia   | 2   | 1       | 1      | 4      |
| 5  | Russia     | 1   | 2       | 1      | 4      |
| 6  | Germania   | 1   | 1       | 1      | 3      |
| 7  | Rep. Ceca  | 1   | 1       | -      | 2      |
| 8  | Lettonia   | 1   | -       | 1      | 2      |
| 9  | Estonia    | 1   | -       | -      | 1      |
| 9  | Slovacchia | 1   | -       | -      | 1      |
| 11 | Svizzera   | -   | 1       | -      | 1      |
| 12 | Australia  | -   | -       | 1      | 1      |
| 12 | Danimarca  | -   | -       | 1      | 1      |